# Egisto Macchi
Egisto Macchi (Grosseto, 4 agosto 1928 – Montpellier, 8 agosto 1992) è stato un compositore e percussionista italiano.

## Biografia
Nato a Grosseto, ha compiuto a Roma gli studi musicali in composizione, pianoforte, violino e canto con, tra gli altri, Roman Vlad e Hermann Scherchen, e Lettere e Fisiologia umana all'Università La Sapienza, considerandosi però in fatto di composizione un autodidatta virtuale.
Sin dalla fine degli anni cinquanta è stato attivo nel campo dell'organizzazione musicale, in collaborazione con un gruppo di musicisti (Franco Evangelisti, Domenico Guaccero, Daniele Paris), ai quali fu legato da intensa amicizia. Insieme a Domenico Guaccero, Daniele Paris e Antonino Titone, è stato tra i redattori della rivista «Ordini» apparsa nel 1959. Con Bertoncini, Bortolotti, Clementi, De Blasio, Evangelisti, Guaccero, Paris, Pennisi, Franco Nonnis ha fondato, nel 1960, l'Associazione Nuova Consonanza, del cui direttivo ha fatto più volte parte, ricoprendo anche la carica di Presidente dal 1980 al 1982 e nel 1989.
Ha seguito fin dagli albori l'attività delle Settimane Internazionali di Nuova Musica (1959-1968) di Palermo, insieme agli amici del gruppo romano chiamati da Antonino Titone e Francesco Agnello per aiutare il difficile varo. Dopo aver dato vita insieme a Domenico Guaccero al Teatro Musicale di Roma è stato tra gli iniziatori dello Studio R7 - Laboratorio elettronico per la musica sperimentale sorto a Roma nel 1967. A partire dallo stesso anno è stato uno dei membri del Gruppo d'Improvvisazione Nuova Consonanza fondato nel 1964 da Franco Evangelisti.
Nel 1978 ha fatto parte della commissione italiana per la musica dell'UNICEF insieme a Luis Bacalov, Franco Evangelisti, Ennio Morricone e Nino Rota.
Nel 1979 ha curato le musiche della miniserie televisiva RAI I vecchi e i giovani, diretta da Marco Leto.
Nel 1983 ha dato vita, insieme a Domenico Guaccero, all'Istituto della Voce, proponendosi di trattare i problemi connessi alla vocalità nel campo della musica colta, della musica popolare dei vari continenti o comunque legata alle nuove tecnologie dell'elettronica e della cibernetica. Ne ha assunto poi la direzione alla morte dell'amico, avvenuta nel 1984.
Promotore di molte iniziative anche nel settore della ricerca e della conservazione dei documenti sonori, nel 1984 è stato uno dei fondatori dell'I.R.TE.M. (Istituto di Ricerca per il Teatro Musicale) insieme a Paola Bernardi, Carlo Marinelli ed Ennio Morricone. In questo ambito ha fondato l'Archivio Sonoro per la Musica Contemporanea del quale è stato direttore fino alla sua morte, ideando cicli di conferenze, incontri e seminari per la conoscenza e la diffusione della musica d'oggi.
L'ultimo periodo lo aveva visto impegnato nella stesura di un'importante partitura, Apocalypsis altera (terminata nel 1988 ma pensata come «work in progress»), su testi tratti da San Giovanni, James Joyce, Giuseppe Ungaretti e dal Corano collezionati da Mario Diacono.
Negli ultimi anni si era dedicato alla regia del teatro musicale, curando nel 1989 l'allestimento de L'Euridice di Jacopo Peri (rappresentata anche a Halle) e de Il Combattimento di Tancredi e Clorinda di Claudio Monteverdi, realizzati entrambi insieme al Gruppo Recitar Cantando diretto da Fausto Razzi.
Nel novembre del 1991 aveva concluso la trascrizione per sedici strumenti e quattro sintetizzatori de La bohème che, insieme a quella della Tosca per medesimo organico realizzata da Ennio Morricone, avrebbe dovuto dare inizio ad una sorta di rivoluzione nella circolazione del melodramma a livello capillare, come lui stesso affermava nella presentazione di questa audace e promettente iniziativa.

## Musica da film
Fin dal 1959 Egisto Macchi è stato una presenza attiva anche nel mondo della musica cinematografica e televisiva: lavorando con continuità anche nel cinema francese e belga, è stato autore delle colonne sonore di una cinquantina di film ed ha firmato i commenti musicali di circa tremila documentari e di innumerevoli trasmissioni televisive.
Fra i registi con cui ha collaborato Joseph Losey (L'assassinio di Trotsky e Monsieur Klein), i fratelli Taviani (Padre padrone, Palma d'oro al Festival di Cannes 1978), Bernardo Bertolucci (La via del petrolio, tre puntate televisive per la RAI-Radiotelevisione italiana 1965), Florestano Vancini (Bronte e Il delitto Matteotti), Cecilia Mangini e Lino Del Fra (All'armi siam fascisti, La torta in cielo e Antonio Gramsci - I giorni del carcere, Pardo d'oro al Festival di Locarno 1978), Luigi Di Gianni (Il tempo dell'inizio), Gianfranco Mingozzi (Le lunghe ombre, Col cuore fermo, Sicilia, Leone d'oro al Festival di Venezia 1965), Alberto Negrin (Io e il duce), Claude d'Anna (Salomè), Marco Leto (Una donna spezzata), Täieb Louhichi (Layla, l'ombre de la terre), Giorgio Treves (La coda del diavolo e le musiche di scena per l'Elettra).
Per la televisione ha scritto nel 1972 le musiche dello sceneggiato per la TV dei ragazzi I monti di vetro.

## Stile
La musica dionisiaca di Macchi, ch'era persa nel mondo, rinasce dopo un «momento di smarrimento... Ma fu solo un attimo, anche se durato quasi un anno: un attimo di silenzio e di disperazione. Oggi ho trovato la forza di camminare» (lettera a Titone del 23 dicembre 1957: infra, 161). Rinasce appunto con la Composizione 1 per orchestra da camera (1958): sgorgano i suoni come polloni dal silenzio, con un «procedimento tipicamente narrativo» (Titone 1980, 43). Ne risulta una sublimazione degli affetti ed un espressionismo mediterraneo «fondato sulla necessità che la musica sia innanzi tutto discorso» (ibidem), mentre viceversa proprio allora tendeva ad espungere il discorso, il logos.

## Composizioni
1953
- Tre evocazioni in memoria, per orchestra. prima esecuzione: Roma, Orchestra RAI, 1954, dir. Ferruccio Scaglia.

1954
- Due pezzi, per quartetto d'archi.

1955
- Micropolittico, per clarinetto, tromba, corno, contrabbasso e percussione.

1956
- Quattro espressioni, per orchestra da camera. prima esecuzione: Milano, Conservatorio, 1957, dir. Piero Santi.

1958
- Due variazioni, per orchestra da camera. prima esecuzione: Napoli, Orchestra Scarlatti, 1959, dir. Massimo Pradella.
- Composizione, per orchestra da camera. prima esecuzione: Napoli, Orchestra Scarlatti, 1960, dir. Daniele Paris.
- Il mestiere della pace, due liriche per baritono e pianoforte.

1959
- Schemi, per due violini, due pianoforti e sassofono. prima esecuzione: Firenze, Conservatorio, 1960.

1960
- Composizione 3 (Studio per dodici strumenti). prima esecuzione: Palermo, Il Settimana Internazionale di Nuova Musica, 1960, dir. Andrzej Markowski.

1961
- Composizione 4 (Coplas de otras tardes), per nove strumenti. prima esecuzione: Roma, Festival di Nuova Consonanza, Teatro delle Arti, 1961, dir. Daniele Paris.
- Composizione 5 (No han muerto!), per orchestra. prima esecuzione: Palermo, IIa Settimana Internazionale Nuova Musica,

1962
- Anno Domini, composizione per teatro su testo di Antonino Titone. prima esecuzione: Palermo, Teatro Biondo, 1965. Opera seconda classificata al Concorso Internazionale della SIMC 1962.

1963
- Parabola, composizione per teatro (incompiuta) su testo di Antonino Titone.

1964
- Morte all'orecchio di Van Gogh, per voce recitante, clavicembalo, nastro magnetico e orchestra da camera. prima esecuzione: Milano, Pomeriggi Musicali, Teatro Lirico, 1964, dir. Daniele Paris.

1965
- Per cembalo (clavicembalo solo). prima esecuzione: Roma, Festival di Nuova Consonanza, Teatro delle Arti, 1965.

1966
- Alteraction, composizione per teatro in due parti, su testi di Antonin Artaud e Mario Diacono. prima esecuzione: Roma, Teatro Olimpico, 1966, Compagnia del Teatro Musicale.

1968
- Composizione 6 (Piccolo requiem per Dachau), per coro di bambini. prima esecuzione: Roma, Nuova Consonanza, 1981, Coro Aureliano, dir. Bruna Liguori Valenti.
- Composizione 7, per doppio quartetto e orchestra da camera. prima esecuzione: Milano, Teatro Lirico, 1968.

1980
- 0 vos omnes, per coro femminile e/o voci bianche, a otto voci. prima esecuzione: Roma, Nuova Consonanza, 1984, Coro Femminile Aureliano, dir. Bruna Liguori Valenti.

1985
- Venere e il Leone, melodramma in un atto su libretto di Nicola Badalucco, per soprano e pianoforte. prima esecuzione: Pergine Valsugana, Trento, 1986.
- Lontano come uno specchio, per coro maschile e orchestra.
- Ma già dall'orizzonte accenni addio, per soprano, pianoforte, doppio quartetto e orchestra da camera per il Teatro La Fenice di Venezia nel Chiostro di San Niccolò al Lido cantata da Alide Maria Salvetta.

1986
- Venere e il Leone, melodramma in un atto su libretto di Nicola Badalucco, versione per soprano, pianoforte e 14 strumenti.
- Sura per García, per soprano e quartetto d'archi. prima esecuzione: Cagliari, Festival Spaziomusica, 1986.
- Canzoni Italiane degli anni '20 e '40, scelte e rivisitate da Egisto Macchi, per soprano e pianoforte. prima esecuzione: Palermo, Amici della Musica, Teatro Biondo, 1987.
- Dies Irae, per coro di bambini e/o femminile e fuochi d'artificio. prima esecuzione: Roma, Festa della Musica, Villa Medici, Coro Femminile Aureliano, dir. Bruna Liguori Valenti.

1987
- 'A Matra, melodramma da camera in un atto su libretto di Nicola Badalucco, per voce femminile e pianoforte.
- Passi e Voci, suite per 8 cori e 2 sintetizzatori. prima esecuzione: Roma, Palazzetto dello Sport, 1987.

1988
- Bolero, per 11 archi. prima esecuzione: Rende, IV Festival Musica d'oggi, 1988, Gruppo Musica d'oggi, dir. Vittorio Bonolis.
- Bolero, versione per 19 archi.
- È vicina l'ora: s'è spaccata la luna, per coro femminile e quartetto d'archi. prima esecuzione: Roma, Gruppo di Ricerca e Sperimentazione Musicale, S. Michele, Salone dello Stenditoio, 1988, Coro Femminile Aureliano, dir. Bruna Liguori Valenti.
- Repliche di Bruna, per soprano e pianoforte. prima esecuzione: Roma, XXV Festival di Nuova Consonanza, Galleria d'Arte Moderna, 1988.
- Quando l'ora verrà, per coro maschile.
- Quando l'ora verrà, versione per coro femminile.
- Apocalypsis Altera, per coro di voci bianche, tastiera, gong, 2 voci recitanti, 3 trombe, 3 corni, 3 tromboni e 3 tube.

1989
- Luoghi della luce, per coro misto a 8 voci e 2 cori maschili.

1990
- Canzoni Italiane degli anni '20 e '40, scelte e rivisitate da Egisto Macchi, versione per coro e orchestra (4 canzoni). prima esecuzione: Roma, Eventi Musicali del '900, Auditorium del Foro Italico, 1990, Orchestra RAI, dir. Antonio Ballista.
- Qui me tradit, per coro misto a cappella.
- E io?, per soprano e pianoforte. Prima esecuzione assoluta: Amelia, Festival Ameroe, 1991. Barbara Lazotti, soprano; Carlo Negroni pianoforte

1991
- La bohème, di Giuseppe Giacosa e Luigi Illica, musica di Giacomo Puccini rielaborata da Egisto Macchi per 16 strumenti e 4 sintetizzatori (con archivio sonoro campionato).
- Una Via Crucis, sacra rappresentazione su testi di Sergio Miceli. Musiche di Michele Dall'Ongaro, Egisto Macchi, Ennio Morricone, Antonio Poce. Egisto Macchi: Intermezzo strumentale, VII e XIV stazione, per soprano, mezzosoprano, tenore, baritono, basso, coro misto e orchestra da camera. Prima esecuzione: Ferentino, Chiesa S. Maria Maggiore, 1991. Barbara Lazotti, soprano; Daniela Gentile, mezzosoprano; Carlo Di Giacomo, tenore; Roberto Abbondanza, basso. Ex Novo ensemble, direttore Claudio Ambrosini.
- Ma l'amore no..., canzoni italiane degli anni '20 e '30 trascritte per voce e pianoforte. Prima esecuzione assoluta: Roma, Sala d'Ercole Palazzo dei Conservatori in Campidoglio, 29 dicembre 1992 per Istituto della Voce. Elizabeth Norberg-Schulz e Barbara Lazotti soprani. Luca Salvadori, pianoforte.

## Discografia
- 1963 - Italiani come noi (Sonic, SCT 0377)
- 1971 - Bioritmi (Gemelli, GG-ST A 10-007)
- 1971 - I futuribili (Gemelli, GG-ST A 10-0010)
- 1971 - Quando, per solitudine... (Ayna, EML19S)
- 1971 - Africa minima (Ayna, AB-4)
- 1972 - Arti E Mestieri (Leonardi Records, SL26)
- 1972 - Fauna Marina (Leonardi Records, SL25)
- 1974 - Nucleo centrale investigativo (Ayna, AB11)
- 1974 - Adagi e allegri (Ayna, AB16)
- 1974 - Il deserto (Ayna, AY19)
- 1974 - Prigionia (Ayna, AY20)
- 1975 - Pittura contemporanea (Ayna, EML24S)
- 1975 - Andes (Globevision, GV-003)
- 1976 - Violenza (Ayna, EML20S)
- 1976 - L'angolo dei bambini (Ayna, EML21S)
- 1976 - Pittura moderna (Ayna, EML22S e EML23S)
- 1976 - Messico (Ayna, EML25S)
- 1977 - Padre padrone (Feeling Record Italiana, FR 69403)
- 1978 - Antonio Gramsci - I giorni del carcere (Feeling Record Italiana, FR 69404)

## Filmografia
- La farsa di Carnevale, regia di Mario Gallo - cortometraggio (1958)
- Tre pezzi cento lire, regia di Giuseppe Ferrara - cortometraggio (1961)
- Le prigioniere dell'isola del diavolo, regia di Domenico Paolella (1962)
- Le finestre, regia di Gianfranco Mingozzi - cortometraggio (1962)
- Il giustiziere dei mari, regia di Domenico Paolella (1962)
- Le streghe a Pachino, regia di Giuseppe Ferrara - cortometraggio (1963)
- Li mali mistieri, regia di Gianfranco Mingozzi - cortometraggio (1963)
- L'ultima carica, regia di Leopoldo Savona (1964)
- Gangsters '70, regia di Mino Guerrini (1968)
- La torta in cielo, regia di Lino Del Fra (1970)
- L'inchiesta, regia di Gianni Amico (1971)
- Bronte: cronaca di un massacro che i libri di storia non hanno raccontato, regia di Florestano Vancini (1971)
- L'assassinio di Trotsky (The Assassination of Trotsky), regia di Joseph Losey (1972)
- E se per caso una mattina..., regia di Vittorio Sindoni (1972)
- Il delitto Matteotti, regia di Florestano Vancini (1973)
- Mr. Klein (Monsieur Klein), regia di Joseph Losey (1976)
- Spia - Il caso Philby, regia di Gian Pietro Calasso – miniserie TV (1977)
- Padre padrone, regia di Paolo e Vittorio Taviani (1977)
- Antonio Gramsci - I giorni del carcere, regia di Lino Del Fra (1977)
- Circuito chiuso, regia di Giuliano Montaldo - film TV (1978)
- Nell'occhio della volpe (La verdad sobre el caso Savolta), regia di Antonio Drove (1979)
- Un dramma borghese, regia di Florestano Vancini (1979)
- Le pietre nere, regia di Ghete Strano - documentario (1979)
- To Woody Allen from Europe with Love, regia di André Delvaux - documentario (1980)
- Charlotte, regia di Frans Weisz (1981)
- Anche i ladri hanno un santo, regia di Giampiero Tartagni (1981)
- Menuet, regia di Lili Rademakers (1982)
- Mora, regia di Léon Desclozeaux (1982)
- Dhil al ardh, regia di Taïeb Louhichi (1982)
- Una pierre dans la bouche, regia di Jean-Louis Leconte (1983)
- Le cercle des passions, regia di Claude d'Anna (1983)
- È pericoloso sporgersi, regia di Jaco Van Dormael - cortometraggio (1984)
- Novembermond, regia di Alexandra von Grote (1985)
- La coda del diavolo, regia di Giorgio Treves (1986)
- Salomè, regia di Claude d'Anna (1986)
- Mascara, regia di Patrick Conrad (1987)
- Le due croci, regia di Silvio Maestranzi - film TV (1987)
- Havink, regia di Frans Weisz (1987)
- Le lunghe ombre, regia di Gianfranco Mingozzi - miniserie TV (1987)
- Dagboek van een oude dwaas, regia di Lili Rademakers (1988)
- The Rose Garden, regia di Fons Rademakers (1989)
- Layla, ma raison regia di Taieb Louhichi (1989)
- La reliquia, regia di Paolo Martini - cortometraggio (2020)